# Жан Шафанжон
Жан Шафанжон (фр. Jean Chaffanjon; 7 вересня 1854, Арне — 7 грудня 1913, Тьітлім, острів Бінтанг в Нідерландській Ост-Індії) — французький професор природознавства, дослідник басейну Оріноко і Центральної Азії. Племінник французького вченого Клода Бернара.

## Біографія

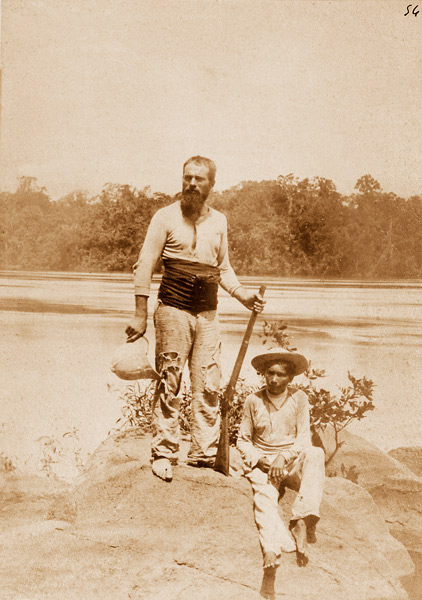
Шафанжон під час своєї експедиції у басейн річки Оріноко

З 1870 року Жан Шафанжон був членом добровільного руху Червоних сорочок Гарібальді, потім вступив на навчання в École normale в Вільфранш-сюр-Сон.
Від призначення підмінним вчителем у Тараре (Рона) Шафанжон відмовився й продовжив вивчення антропології в Ліоні, згодом став професором природознавства в середній школі Сен-П'єр (в однойменному місті), завжди мріючи досліджувати незвідані землі. Міністерство народної освіти і витончених мистецтв оголосило набір трьох експедицій на період 1884-1890-х років в басейн річки Оріноко (Венесуела). 18 грудня 1886 року було оголошено про знаходження витоку (в дійсності, справжній витік виявлений французом Жозефом Грельє в 1951 році).
Історію своєї поїздки на Амазонку Шафанжон опублікував у виданні «Навколо світу, новий подорожній щоденник» (1888) під редакцією Едуарда Шартона.
Потім Шафанжон покинув Америку і в 1894 році з Анрі Манджіні і Луї Ге відправився в дослідницьку експедицію в Центральну Азію (пустеля Гобі, Монголія, Маньчжурія), де вони проводили археологічні розкопки. Його методи роботи пізніше були розцінені як сумнівні (на прикладі городища Афросіаб в Узбекистані). У Туркестані Шафанжон знаходився під захистом генерала О. М. Куропаткіна. Жан доповідав про кожну свою експедицію, етнографічні та антропологічні знахідки і заслужив похвалу від Французького географічного товариства, яке надало досліднику членство в своїх організації в 1888 році.
Потім він відправляється до Владивостока, де отримує призначення радника з питань зовнішньої торгівлі Франції, а потім — в Малакку. Шафанжон загинув, випавши з човна.

## Особистість
Жана Шафанжона його онук Арно Шафанжон описував як людину спортивної будови (зростом 1,90 м), з коротким волоссям і вусами, людину, яка розмовляє з бургундським акцентом, та усім своїм єством відображає силу. Він став масоном (масонська ложа, Великий схід Франції), й у 1884 році відмовився від Ордена почесного легіону з політичних міркувань.

## Жан Шафанжон і Жуль Верн
Жан Шафанжон надихнув Жуля Верна на написання твору «Дивовижна Оріноко» (1898), де герой Жан де Кермор шукає витік річки з путівником Шафанжона в руках. Сам Жан читав із захопленням книги Верна і перед азійською експедицією звернувся до «Михайла Строгова».

## Публікації
Книги Жана Шафанжона:
- Voyage à travers les Llanos du Caura et aux Sources de l'Orénoque . Paris: 1885—1887.
- Voyage aux Sources de l'Orénoque. Paris: Société de Géographie, 1888.
- L'Orénoque et le Caura. Relation de voyages exécutés en 1886 et 1887 . Paris: Hachette et Cie., 1889. Edición en español: El Orinoco y el Caura. Caracas: Fondo Cultural Orinoco, Editorial Croquis SRL, 1986.